# Eliurus penicillatus
Eliurus penicillatus é uma espécie de roedor da família Nesomyidae.
É endêmica do leste de Madagascar.